# Isla Nelson
La isla Nelson, también llamada isla Leipzig, islas de Nelson, isla de O'Cain e isla Strachans, es una isla oceánica perteneciente a las islas Shetland del Sur en la Antártida. Se encuentra inmediatamente al suroeste de la isla Rey Jorge (o 25 de Mayo) y está separada de esta por el estrecho Fildes. Hacia el suroeste el estrecho Nelson la separa de la isla Robert. 
La isla Nelson tiene unos 19 km de este a oeste, por unos 11 km de norte a sur y en su parte central alcanza 150 metros. Se encuentra casi en su totalidad cubierta de hielo permanente, excepto en el sector norte que da hacia el estrecho Fildes y en la punta Inca. Destacan en su litoral la punta Armonía y la caleta Armonía al oeste. La punta Ross al suroeste y la punta Duthoit al sureste.
La isla fue avistada por William Smith en octubre de 1819 y por Edward Bransfield en enero de 1820. Fue dibujada por Fabian Gottlieb von Bellingshausen el 25 de enero de 1821 y posteriormente llamada Nelsons Insel o Nelson's Island probablemente por el barco foquero Nelson del capitán D. Burney de Londres, que pasó la temporada 1820-1821 en las islas Shetland del Sur.

## Construcciones
El refugio naval Francisco de Gurruchaga a 62°18′20″S 59°11′41″O / -62.30556, -59.19472 fue inaugurado por la Armada Argentina en la punta Inca sobre la caleta Armonía el 15 de diciembre de 1954. También fue denominado como refugio Armonía, fue utilizado en las campañas antárticas de verano de 1953-1954, 1954-1955 y 1957-1958. Fue habilitado como base Gurruchaga, una base antártica temporal en la campaña 1997-1998 y luego cerrada, volviendo a utilizarse como refugio. En la campaña antártica argentina de 1955-1956 la Armada Argentina instaló en la punta Dedo, a 3 km al sudeste del refugio, la radiobaliza Rodríguez Saá para auxiliar a la navegación. Una radiobaliza de Chile se ubica en el extremo occidental de punta Armonía.
En la península Stansbury de la costa norte de la isla sobre la bahía Edgell, cerca del estrecho Fildes, está la base Eco Nelson 62°18′S 59°03′O / -62.300, -59.050 que es una base permanente que fue establecida por el explorador de la República Checa Jaroslav Pavlíček en 1990, pero tiene carácter privada y no gubernamental, por lo tanto no se considera como una estación checa. Sobre la playa a 80 m tiene además un pequeño depósito. En la inspección realizada por Argentina y Chile en febrero de 2016, se la encontró temporalmente deshabitada y con signos de deterioro. Lo mismo que en la inspección llevada adelante por el Reino Unido y la República Checa en 2014-2015, se recomendó su remoción completa.
El refugio Astrónomo Cruls (Refúgio Astrônomo Cruls), ubicado en las coordenadas 62°14′34″S 58°58′51″O / -62.24278, -58.98083 es un refugio de verano de Brasil que fue inaugurado en enero de 1985 en la bahía Edgell (o Don Samuel) y puede albergar hasta 6 científicos trabajando por un período de 40 días.
Existe también un refugio de China en la bahía Edgell, el refugio Península Stansbury, a 62°14′50″S 58°59′40″O / -62.24722, -58.99444 que fue construido en 1987 como dependencia de la base Gran Muralla con un contenedor mayor y otros dos menores.

## Área protegida
El área de la caleta Armonía en donde está el refugio Gurruchaga está protegida desde 1985 por el Sistema del Tratado Antártico. Fue el Sitio de Especial Interés Científico n.º 14 hasta 2002, y desde entonces es la Zona Antártica Especialmente Protegida n.º 133 bajo propuesta y conservación de Argentina y Chile. La ZAEP incluye las puntas Armonía (de la cual toma su nombre), Inca y Dedo, el hielo contiguo y la zona marina adyacente en la caleta Armonía. El sitio también ha sido identificado como un área importante para la conservación de las aves por BirdLife International.
El área alberga colonias reproductivas de 12 especies: pingüino papúa, pingüino de barbijo, petrel gigante, petrel damero, cormorán imperial, paloma antártica, skúa, skúa maccormicki, gaviota cocinera y gaviotín antártico.

## Reclamaciones territoriales
Argentina incluye a la isla en el departamento Antártida Argentina dentro de la provincia de Tierra del Fuego, Antártida e Islas del Atlántico Sur; para Chile forma parte de la comuna Antártica de la provincia Antártica Chilena dentro de la Región de Magallanes y de la Antártica Chilena; y para el Reino Unido integra el Territorio Antártico Británico. Las tres reclamaciones están sujetas a las disposiciones del Tratado Antártico.
Nomenclatura de los países reclamantes:
- Argentina: isla Nelson
- Chile: isla Nelson
- Reino Unido: Nelson Island